# Total Genial
Total Genial (Originaltitel: Wicked Science) ist eine 52-teilige Science-Fiction Serie, die in Koproduktion des australischen Produzenten Jonathan M. Shiff mit dem ZDF und dem australischen Fernsehsender Network Ten entstand. Die deutsche Erstausstrahlung der ersten Staffel erfolgte vom 19. April 2004 bis 25. Mai 2004 täglich im Kinderkanal KiKA. Vom 24. April 2006 bis 29. Mai 2006 erfolgte ebenfalls im KiKA die deutsche Erstausstrahlung der zweiten Staffel der Serie.

## Handlung
Die Serie handelt von Toby Johnson, einem mittelmäßigen Schüler, der mit seinen Freunden Russ und Dina in einer australischen Kleinstadt lebt und dort die Sandy Bay High School besucht. Sein Leben ändert sich schlagartig, als er zusammen mit seiner herrschsüchtigen Mitschülerin Elizabeth nachsitzen muss und bei einem Schulexperiment, welches die beiden durchführen, ein Unfall passiert. Ein Frosch läuft über eine Computertastatur und gibt dem Computer dadurch zufällig den Befehl, einen Stein, der in einem Untersuchungsgerät liegt, mit Strahlen zu beschießen. Der Stein reflektiert die Strahlen und sie werden von einer Art Blitz (engl. flash) getroffen, der bewirkt, dass beide von nun an Genies sind. Dadurch verstehen sie plötzlich komplizierte technische Zusammenhänge und haben Blitzideen. Anfangs versucht Toby noch, seiner Umwelt zu beweisen, dass er ein Genie ist. Da er die Geistesblitze aber nicht kontrollieren kann, wird er allerdings nur ausgelacht und versucht nun stattdessen, seine Genialität zu verbergen. Elizabeth dagegen will ihre Fähigkeiten zu ihrem Vorteil nutzen und macht zusammen mit ihrer Freundin Verity und dem Schläger Garth immer wieder Erfindungen, die die Schule bedrohen. Nur Toby kann sie bekämpfen. Aber Elizabeth will Toby seine Genialität nehmen. Am Ende der ersten Staffel verlieren jedoch beide ihre Fähigkeiten.
In der zweiten Staffel verlässt Dina die Sandy Bay aufgrund dessen, dass eines ihrer Elternteile an einem anderen Ort arbeitet. Tobys Cousine Sacha wechselt an seine Highschool. Elizabeth erlangt ihre Genialität zurück und auch Toby muss wieder genial werden, um sie aufzuhalten. Zudem verliebt sich Toby in die neue Schülerin Nikki. Das führt zu Komplikationen, weil Elizabeth merkt, dass sie selbst in Toby verliebt ist. Außerdem gibt es da noch Nikkis Bruder Jack, der heuchelt, Interesse an Elizabeth zu haben, um selbst einen Weg zu finden, an diese Geistesblitze und Ideen zu kommen und damit reich zu werden. Daher müssen beide Genies vereint mit ihren jeweiligen Freunden immer wieder zusammenarbeiten, um Jack abzuschütteln.

## Figuren

### Hauptfiguren
- Toby Johnson ist eigentlich ein normaler Junge. Er lebt mit seinem Vater, dem Schulhausmeister, alleine und möchte anfangs seine Genialität loswerden. In einem Schuppen erfindet er die abgedrehtesten Sachen, um Elizabeth einen Strich durch die Rechnung zu machen. Dort sieht man ihn in seiner Freizeit fast immer mit seinen Freunden.
- Elizabeth Hawke ist in der Schule recht gut und hat eigentlich eine sehr schwache, fast schon uninteressante Persönlichkeit. Sie möchte sich mit ihren neuen Fähigkeiten Vorteile schaffen, die nur für sie einen besonderen Nutzen haben, weshalb sie beispielsweise ein Makeup erfindet, das sich der Stimmung derjenigen Person anpasst, die es trägt, oder auf verschiedenste Wege Toby dazu bringen möchte, sich in sie zu verlieben. Sie vertraut eigentlich nur sich selbst. Außerdem ist sie seit dem Kindergarten fast krankhaft verliebt in Toby und als sie erfährt, dass er auch ein Genie ist, will sie ihn immer wieder überzeugen, mit ihr zusammenzuarbeiten.
- Russell „Russ“ Skinner ist Tobys bester Freund. Er mag Skateboards und Essen (vor allem Pizza). Er weiß, dass er nicht besonders schlau ist, ist aber für Toby trotz aller Widrigkeiten ein sehr guter und verlässlicher Freund.
- Dina Demiris ist Tobys beste Freundin. Da sie clever und beliebt ist, bietet sie Elizabeth oft die Plattform, sie anzugreifen. Anfangs ist sie in Sean verliebt, den sie auch ein paarmal datet. Gegen Ende der ersten Staffel scheint sie sich in Toby verliebt zu haben. Dina geht zwischen der ersten und zweiten Staffel nach Hongkong.
- Verity McGuire ist schon seit der Grundschule Elizabeths Anhängsel und tut alles, was diese von ihr verlangt. Obwohl sie oft weiß, dass Elizabeth zu weit geht, traut sie sich nur selten etwas gegen sie zu sagen, da sie ein äußerst schwaches Selbstbewusstsein und -vertrauen hat.
- Garth King ist der Schulschläger, der es auf alle Schwächeren – besonders auf Russ – abgesehen hat. Anfangs arbeitet er nur für Elizabeth, weil diese im Gegenzug bewirken kann, dass er gute Noten in der Schule bekommt, aber dann gefällt ihm die Aussicht auf Macht und Einfluss immer besser.
- Sacha Johnson ist Tobys Cousine, die in der zweiten Staffel an die Sandy Bay Highschool kommt. Wie Dina ist sie clever – in der Schule ist sie sogar besser als Elizabeth – und durchschaut sofort Elizabeths Machenschaften.
- Nikki Bailey kommt zusammen mit ihrem Bruder Jack zu Beginn der zweiten Staffel an die Sandy Bay. Sie arbeiten beide im Surf-Café ihrer Eltern. Nikki ist eine tolle Sportlerin und sehr beliebt. Sie mag Toby, fühlt sich aber anfangs von seinem oft merkwürdigen Verhalten abgestoßen.
- Jack Bailey kommt zusammen mit seiner Schwester Nikki zu Beginn der zweiten Staffel an die Sandy Bay Highschool. Sie arbeiten beide im Surf-Café ihrer Eltern. Jack misstraut Toby und Elizabeth von Anfang an. Jedoch zu Recht, da er gleich zu Beginn der zweiten Staffel mitbekommen hat, dass an der Schule etwas nicht normal ist. Er wird zunächst von einem Amnesiestrahl getroffen und sieht direkt danach, wie Garth eine riesige Puppe mit einem Induktionsstrahler schrumpft. Mit der Zeit ahnt er immer mehr, dass etwas an der Sandy Bay nicht stimmt. Als er hinter das Geheimnis kommt, will er sich mit Elizabeth zusammentun und tut sogar so, als wäre er in sie verliebt. Auch er sieht darin nur Vorteile, die ihm persönlich nutzen.

### Nebenfiguren
- Bianca ist Tobys große Liebe in der 1. Staffel.
- Sean Banks ist gutaussehend, sportlich und ein Mädchenschwarm. Er hatte mehrere Dates mit Dina.
- Phil Johnson ist der Vater von Toby und der Onkel von Sacha. Er ist Hausmeister an der Sandy Bay Highschool.
- Olivia Buckingham ist die Sportlehrerin an der Sandy Bay Highschool in der 1. Staffel. Sie trainiert auch die Basketballmannschaft um Toby, Russ, Garth und Sean.
- Carl Tesslar ist der Lehrer der Naturwissenschaften an der Sandy Bay Highschool in der 1. Staffel. Eines seiner Geräte, mit dem es möglich ist, in Steine zu sehen und das Herumgehopse eines Frosches auf der Tastatur dieses Geräts waren für Tobys und Elizabeths Veränderung verantwortlich.
- Alexa Vyner ist die Schuldirektorin an der Sandy Bay Highschool in der 1. Staffel.
- Coach Scott ist der Sportlehrer an der Sandy Bay Highschool in der 2. Staffel. Er trainiert auch die Schwimmmannschaft um Garth und Nikki.
- Neil Woods ist der Lehrer der Naturwissenschaften an der Sandy Bay Highschool in der 2. Staffel.
- Miranda Hammer ist die Schuldirektorin an der Sandy Bay Highschool in der 2. Staffel.

## Besetzung
| Rolle                  | Schauspieler            | Staffeln        | Synchronsprecher      |
| Hauptdarsteller        | Hauptdarsteller         | Hauptdarsteller | Hauptdarsteller       |
| ---------------------- | ----------------------- | --------------- | --------------------- |
| Toby Johnson           | Andre De Vanny          | 1–2             |                       |
| Elizabeth Hawke        | Bridget Neval           | 1               | Christine Pappert     |
| Elizabeth Hawke        | Bridget Neval           | 2               | Joey Cordevin         |
| Russell „Russ“ Skinner | Benjamin Schmideg       | 1–2             | Leonhard Mahlich      |
| Dina Demiris           | Saskia Burmeister       | 1               | Kristina von Weltzien |
| Verity McGuire         | Emma Leonard            | 1–2             |                       |
| Garth King             | Brook Sykes             | 1–2             |                       |
| Sacha Johnson          | Greta Larkins           | 2               | Simona Pahl           |
| Nikki Bailey           | Matylda Buczko          | 2               | Toula Savvidou        |
| Jack Bailey            | Nikolai Nikolaeff       | 2               | Tobias Schmitz        |
| Nebendarsteller        |                         |                 |                       |
| Bianca                 | Anya Trybala            | 1               | Tina Eschmann         |
| Sean Banks             | Lee Monik               | 1               |                       |
| Phil Johnson           | David Bergin            | 1–2             |                       |
| Olivia Buckingham      | Claire-Michelle Vergara | 1               | Dagmar Dreke          |
| Carl Tesslar           | Robert van Mackelenberg | 1               | Hans Sievers          |
| Alexa Vyner            | Geneviève Picot         | 1               | Karin Eckhold         |
| Coach Scott            | Tony Briggs             | 2               |                       |
| Neil Woods             | Colin Moody             | 2               |                       |
| Miranda Hammer         | Rebecca McCauley        | 2               | Traudel Sperber       |

## Auszeichnungen
Die erste Staffel der Serie gewann im Jahre 2008 den AFI Award for Best Children's Television Drama. Zudem wurde die zweite Staffel auch 2008 dafür nominiert. 2005 war sie ebenfalls nominiert für den Logie Award.